# Demonax viridinotatus
Demonax viridinotatus là một loài bọ cánh cứng trong họ Cerambycidae.